# Грос Луков
Грос Луков (њем. Groß Luckow) општина је у њемачкој савезној држави Мекленбург-Западна Померанија. Једно је од 54 општинска средишта округа Икер-Рандов. Према процјени из 2010. у општини је живјело 206 становника. Посједује регионалну шифру (AGS) 13062019.

## Географски и демографски подаци
Грос Луков се налази у савезној држави Мекленбург-Западна Померанија у округу Икер-Рандов. Општина се налази на надморској висини од 48 метара. Површина општине износи 8,8 km². У самом мјесту је, према процјени из 2010. године, живјело 206 становника. Просјечна густина становништва износи 23 становника/km².